# Joseph Cable
Joseph Cable (Comté de Jefferson (Ohio), 17 avril 1801 - Paulding (Ohio), 1er mai 1880) est un homme politique américain.